# Jatxou
Jatxou – miejscowość i gmina we Francji, w regionie Nowa Akwitania, w departamencie Pireneje Atlantyckie.
Według danych na rok 1990 gminę zamieszkiwało 648 osób, a gęstość zaludnienia wynosiła 46 osób/km² (wśród 2290 gmin Akwitanii Jatxou plasuje się na 611. miejscu pod względem liczby ludności, natomiast pod względem powierzchni na miejscu 811.).